# Eddie Heywood
Eddie Heywood (rodným jménem Edward Heywood, Jr.; 4. prosince 1915 – 3. ledna 1989) byl americký jazzový klavírista. Na klavír začal hrát již v dětství pod vlivem svého otce, rovněž jazzového hudebníka. Svou kariéru zahájil počátkem třicátých let, nejprve hrál u Waymana Carvera (1932) a později s Clarencem Lovem (1934–1937). V roce 1938 se přestěhoval do New Yorku, kde hrál s Bennym Carterem. Později občasně vystupoval například se zpěvačkou Billie Holiday a vystupoval rovněž se svou vlastní kapelou.